# Marta Unzué
Marta Unzué Urdániz (Berriozar, 4 juli 1988) is een Spaans voetbalster die bij voorkeur als verdedigende middenvelder speelt. Ze speelt voor FC Barcelona Femení, waarvan Unzué sinds 2015 aanvoerder is. Marta Unzué is de nicht van Juan Carlos Unzué, voetbaltrainer en voormalig profvoetballer.

## Clubcarrière
Unzué speelde tot 2006 bij CA Osasuna. In 2006 kwam ze samen met haar tweelingzus Elba naar FC Barcelona. In 2007 degradeerde Unzué met het team uit de Primera División Femenina. Na de aanstelling vanXavier Llorens als trainer volgde een jaar later promotie. Vier landstitels (2012, 2013, 2014, 2015) en driemaal de Copa de la Reina (2011, 2013, 2014) volgden. Unzué werd na het vertrek van Victoria Losada in 2015 aanvoerder van FC Barcelona Femení.

## Interlandcarrière
Unzué speelde tevens voor het Baskisch elftal.